# XXX (album Perfectu)
XXX – siódmy album studyjny polskiej grupy muzycznej Perfect. Wydawnictwo ukazało się 9 listopada 2010 roku nakładem wytwórni muzycznej EMI Music Poland. W ramach promocji do utworu Raz po raz został zrealizowany teledysk. 
Album zadebiutował na 1. miejscu listy OLiS w Polsce. 8 grudnia 2010 roku album uzyskał certyfikat złotej płyty za sprzedaż ponad 15 000 egzemplarzy.

## Lista utworów
Źródło.
1. „Raz po raz” – 3:55
2. „Hej, ty” – 2:51
3. „Nie pytaj” – 4:38
4. „Czy to ja” – 3:38
5. „Musisz tańczyć” – 4:06
6. „Miętowy smak dobrych dni” – 4:55
7. „Wyżej” – 3:42
8. „Trzeba żyć” – 5:18
9. „Nie na darmo” – 5:03
10. „Nie kręci mnie” – 3:50
11. „Dar” – 5:29

## Twórcy
Źródło.
| - Grzegorz Markowski – wokal - Dariusz Kozakiewicz – gitara, produkcja muzyczna - Piotr Urbanek – gitara basowa - Jacek Krzaklewski – gitara - Piotr Szkudelski – perkusja - Patrycja Markowska – gościnnie wokal (utwór 8) - Monika Ambroziak – wokal wspierający - Natalia Krakowiak – wokal wspierający | - Magdalena Smoczyńska – skrzypce - Dorota Woźniak-Mocarska – wiolonczela - Bogdan Olewicz – produkcja muzyczna - Sebastian Piekarek – produkcja muzyczna, wokal wspierający - Marcin Trojanowicz – produkcja muzyczna, instrumenty klawiszowe - Szymon Kobusiński – zdjęcia - Pompidou – projekt oprawy graficznej |